# Australischer Generalstreik von 1917
Der Australische Generalstreik von 1917 begann in New South Wales und erstreckte sich über weitere Bundesstaaten Australiens. Er dauerte sechs Wochen vom 2. August bis 8. September 1917, mehr als 100.000 Arbeiter schlossen sich ihm an.

## Hintergründe
Ab Ende 1916 war die Kriegsbegeisterung in Australien erheblich gesunken. Es gab große Zustimmung für die Antikriegsbewegung "No". Die Folgen des Krieges erbrachten im Jahre 1917 einen drastischen Verfall der Reallöhne durch eine stark ansteigende Inflation. Die Arbeitereinkommen waren nicht mehr auskömmlich. Darüber hinaus wurden zahlreiche Arbeiter gezwungen, Mehrarbeit zu leisten, was mit der Kriegslast begründet wurde.
Das staatliche Eisen- und Straßenbahn-Unternehmen wurde infolge des Krieges ein defizitäres Unternehmen, weil es kostenfreie oder stark rabattierte Transporte für Kriegsgüter durchführen musste. Das Unternehmen hatte vor dem Krieg moderate Gewinne erwirtschaftet.
Der Auslöser für diesen Streik war die Einführung einer neuen Kosten- und Leistungskontrolle, ein Taylorismus-System, für die Beschäftigten des Eisen- und Straßenbahnwesens in New South Wales. Dieses System wurde zur Zeit- und Effektivitätskontrolle eingesetzt, bei der jeder Arbeitnehmer seine Arbeitsabläufe auf Karten zu dokumentieren hatte. Sorge bestand bei den Beschäftigten über die Konsequenzen, die sich aus den Auswertungen der Karten ergeben würden. Befürchtet wurde darüber hinaus die Möglichkeit, langsame und ineffektive Arbeiten und Arbeiter zu erkennen.

## Streikablauf
Der Streik begann am 2. August 1917, als etwa 1.300 Arbeiter in Randwick und etwa 3.000 in Eveleigh ihre Arbeit niederlegten. Bereits Mitte August befanden sich etwa 10.000 Beschäftigte des Bahnwesens im Ausstand, und die Zahl schwoll auf mehr als 30.000 an. Gegen Ende des Augusts kam es zu zahlreichen Demonstrationen, allein in Sydney waren mehr als 150.000 Menschen auf den Straßen. Der Höhepunkt des Streiks wurde Ende August erreicht, als drei Streikführer verhaftet wurden. Daraufhin solidarisierten sich weitere Beschäftigte wie Hafenarbeiter und -angestellte, Seeleute, Bergarbeiter, Transportarbeiter und andere in Victoria und Queensland. Im September waren landesweit mehr als 100.000 Arbeiter im Streik.
Der Generalstreik scheiterte im Wesentlichen an mangelnder Führung. Die Streikenden hatten kaum Kontakt zu ihren Streikführern. Das Defence Committee, das für die Streikleitung zuständig war, war nicht mehr in der Lage, den Streik effektiv zu führen und neigte dazu, ihn zu beenden. Die linken Gewerkschafter waren durch die Repressalien der rechten Regierungen mit Verhaftungen und weiteren Behinderungen praktisch nicht mehr handlungsfähig. Die verbliebenen Gewerkschaftsführer plädierten für eine Einengung und nicht für eine Ausweitung des Streiks und erklärten ihn im September für beendet. Nach dem Streikende wurden zahlreiche Streikende entlassen oder auf andere Arbeitsstellen bei niedrigeren Löhne versetzt.
Aus diesen Streikerfahrungen im Jahre 1917 unter ungünstigen Bedingungen wurden Konsequenzen und Lehren für den erfolgreichen Streik im Jahre 1919 gezogen.

## Berühmte Streikteilnehmer
Ben Chifley, der 1945 Premierminister von Australien für die Australian Labor Party wurde, war Lokführer zur Zeit des Streiks und wurde nach dem Streik als Heizer bei geringerem Lohn wieder eingestellt. Im australischen Kohlenarbeiterstreik von 1949 ließ Chifley allerdings den Streik durch Einsatz von Militär in den Kohlegruben brechen und war der erste Premierminister, der Militär gegen streikende Arbeiter in Australien einsetzte.
Joseph Cahill wurde im Jahre 1952 Premierminister von New South Wales, war in den Werkstätten von Eveleigh beschäftigt und ein aktiver Gewerkschafter. Die Karte von Cahill war mit "Agitator" markiert und er hatte nach dem Streik große Probleme, Arbeit zu finden.